# Zaolutus
Zaolutus is een geslacht van zeeanemonen uit de klasse van de Anthozoa (bloemdieren).

## Soort
- Zaolutus actius Hand, 1955